# Parapseudoleptomesochra reducta
Parapseudoleptomesochra reducta är en kräftdjursart. Parapseudoleptomesochra reducta ingår i släktet Parapseudoleptomesochra och familjen Ameiridae. Inga underarter finns listade i Catalogue of Life.